# Айтеке-Би (Кызылординская область)
Айтеке-Би (каз. Әйтеке би, до 1996 года Новоказалинск) — посёлок в Казалинском районе Кызылординской области Казахстана. Административный центр и единственный населённый пункт поселковой администрации Айтеке би. Код КАТО 434430100. Расположен в 12 км к северу от города Казалинска. По северной окраине посёлка проходит автодорога М-32 Самара —Ташкент.
В посёлке расположена железнодорожная станция Казалинск на Ташкентском железнодорожном ходу (участок Кандыагаш — Арыс), со строительством которой в 1903 году связано возникновение этого населённого пункта.
В посёлке действуют предприятия железнодорожного транспорта, маслозавод, рыбный и кирпичный заводы, всего 22 предприятия.

## Население
| 1939    | 1959    | 1970    | 1979    | 1989    | 1999    | 2009    |
| ------- | ------- | ------- | ------- | ------- | ------- | ------- |
| 16 309  | ↗19 499 | ↗34 815 | ↗41 565 | ↘32 059 | ↗33 441 | ↗38 046 |
| 2018    | 2021    |         |         |         |         |         |
| ↗42 467 | ↗44 502 |         |         |         |         |         |

В 1999 году население посёлка составляло 33 441 человек (16 582 мужчины и 16 859 женщин). По данным переписи 2009 года, в посёлке проживало 38 046 человек (18 598 мужчин и 19 448 женщин).
На начало 2019 года, население посёлка составило 43 155 человек (21 556 мужчин и 21 599 женщин).
На 1 октября 2022 года, население посёлка составило 45 498 человек (22 782 мужчин и 22 716 женщин).

## Известные уроженцы
- Владимир Михайлович Счастнов — Герой Советского Союза, уроженец станции Казалинск.
- Роза Тажибаевна Багланова — Народная артистка СССР, народный Герой Казахстана.

## Галерея
| - Вокзал железнодорожной станции Казалы |